# Brienne Minor
Brienne Minor (25 november 1997) is een tennisspeelster uit de Verenigde Staten van Amerika.
In 2017 speelt ze op de US Open haar eerste grandslamwedstrijd. Eerder dat jaar werd ze winnaar van de NCAA, een Amerikaans nationaal toernooi voor studenten.

## Privé
Brienne is de jongste van drie zussen, de andere twee spelen ook tennis, op Division I-niveau.
In het voorjaar van 2017 is Minor tweedejaars student aan de universiteit van Michigan.